# Грб Туркменске ССР
Грб Туркменске ССР је усвојен 2. марта 1937. године, од стране владе Туркменске ССР. Грб се састоји од међусобно испреплетених стабљика памука, пшенице и грожђа, симбола пољопривреде. У средини грба приказани су:
- нафтна бушотина и нафтне цеви – симбол туркменске индустрије
- ћилим са народним узорком – симбол туркменског народа
- излазеће сунце – симбол будућности Туркмена
- црвена звезда и срп и чекић – симболи победе комунизма

Око памука и пшенице обавијена је црвена трака на којој је исписано гесло Совјетског Савеза „Пролетери свих земаља, уједините се!“, на руском (Пролетарии всех стран, соединяйтесь!) и туркменском језику (Әxли юртлариң пролетарлары, бирлешиң!).
Каснија верзија грба имала је дописану скраћеницу имена државе између црвене звезде и српа и чекића, ТССР.
Грб је био на снази до 19. фебруара 1992. године, када је замењен данашњим грбом Туркменистана.